# 八坂神社 (飯能市山手町)
八坂神社（やさかじんじゃ）は、埼玉県飯能市山手町にある神社。飯能八坂神社とも称される。通称は、三丁目の天王様、お天王さま。飯能夏まつりの主催神社。なお、宗教法人ではない。

## 祭神
- スサノオ命[6]

## 由緒
諏訪八幡神社の氏子区内、飯能大通り西端の路地に位置する。『宮本町囃子連のあゆみ』によれば文政7年（1824年）に飯能村の小川房吉が神久山から現在地に移転させた。『埼玉の神社』によれば明治初期に神久山の頂から現在地に移転した。
昭和7年（1932年）に社殿を新築。『宮本町囃子連のあゆみ』によれば昭和6年（1931年）、『飯能なんでも大全集』によれば昭和9年（1934年）に五ヶ町から神輿と大太鼓を調達。『民俗茶ばなし』によれば昭和8年（1933年）に神輿と太鼓を調達した。昭和初期まで周囲は篠笹が群集し、「天王藪」と言われていた。
元々は個人の屋敷鎮守だったが、周りに広がって、三丁目町内で祭るようになり、戦後は六カ町で管理するようになった。

## 飯能夏まつり
毎年7月第二土日に飯能八坂神社例大祭を中心として飯能夏まつりが行われている。1999年に八坂神社例大祭を母体として、飯能夏祭りに名称及び組織を変更したものである。戦前は神輿、戦後は底抜け屋台が中心。11月の飯能まつりと並び、飯能の二大祭りとして知られている。